# Björn Wrangsjö
Björn Axel Wrangsjö, född 23 februari 1941 i Solna, är en svensk barn- och ungdomspsykiater, psykoterapeut, psykoanalytiker och familjeterapeut.
Wrangsjö, som är son till byråingenjör Sixten Wrangsjö och Maj Lundquist, avlade studentexamen i Stockholm 1959, blev filosofie kandidat vid Stockholms universitet 1961, medicine kandidat vid Karolinska Institutet 1962, medicine licentiat där 1968 och medicine doktor där 1993 på avhandlingen Family theory and concepts for clinical use in child and adolescent psychiatry. Han inledde sin karriär inom barn- och ungdomspsykiatrin i Stockholm 1969 som underläkare vid ungdomskliniken på Långbro sjukhus och har på senare år varit verksam privat som klinisk handledare och skribent.